# Presswasser (Strömungslehre)
Presswasser bezeichnet in verschiedenen Fachsprachen eine turbulente Strömungsform, die hervorgerufen wird, wenn strömendes Wasser auf ein Hindernis trifft und es nicht laminar oder mit Hilfe einer anderen ausweichenden Strömungsform umströmen kann.
Im Wassersport wird der Begriff vor allem dann benutzt, wenn die Wasseroberfläche nach oben hin aufbricht und dadurch der erhöhte Druck abgeleitet wird. Für Schwimmer oder Bootsfahrer besteht dabei die besondere Gefahr, von der Strömung mit hoher Kraft vor das Hindernis gedrückt zu werden, ohne dass durch die Strömung ein Ausweg aufgezeigt wird.